# 머리나 서티스
머리나 서티스(Marina Sirtis, 1955년 3월 29일 ~ )는 미국의 배우이다.

## 출연 작품
- 나의 크리스마스 왕자님 - 펠리시아 홀스트 역
- 파이브 패신저스 - 알라나 역
- 더 가디언: 배틀엔젤 - 게일 피니 역